# Barry et Boing
Barry et Boing est une série de bandes dessinées de Mario Capaldi publiées dans la revue Les Rois de l'exploit dans les numéros 6 à 15.

## Synopsis
Un robot extra-terrestre, martyrisé par ses maîtres, tombe de leur soucoupe volante en essayant de se sauver. Il rencontre alors Barry Bates, qui l'aide à fuir. Ensemble, ils parcourent le pays.
Boing (comme l'appelle le jeune garçon) multiplie les gaffes à cause de sa méconnaissance de la Terre mais aussi les sauvetages spectaculaires, car le robot est constitué de ressorts qui peuvent s'étirer de manière incroyable.
L'histoire rappelle un peu celle de Micromégax, autre série publiée par Mon journal dans Vick.